# Makara Nguon
Makara Nguon (ur. 1 stycznia 1997) – kambodżański zapaśnik walczący w obu stylach. Zajął ósme miejsce na igrzyskach azjatyckich w 2014. Czwarty na igrzyskach Azji Południowo-Wschodniej w 2019 i 2021.
Srebrny medalista mistrzostw Azji Południowo-Wschodniej w 2023 i brązowy w 2022 roku.